# Half-Life 2: Episode One
Half-Life 2: Episodi One (encara que prèviament es va presentar sota el nom de Half-Life 2 : Aftermath) és una expansió del HLF2, la història del qual es desenvolupa just després de l'explosió soferta al nucli. Aquesta extensió permet al jugador continuar la història encarnant de nou a Gordon Freeman, acompanyat d'Alyx. Half-Life 2: Episodi One es va llençar l'1 de juny de 2006, i és el primer episodi d'una sèrie d'extensions, que seran distribuïts sobretot pel Steam.
Half-Life 2 ens havia deixat al costat d'Alyx Vance, durant l'explosió del teleportador de la Ciutadella. Socorregut pel G-Man, el jugador, encarnat sobre Gordon Freeman, es troba una vegada de més posat en espera per aquest. No obstant això, Vortigaunts blaus decideixen interferir en els plans de G-Man i alliberen Gordon de la seva influència, tele transportant-lo, junt amb Alyx, en el peu de la Ciutadella en flames. Episodi One debuta llavors per una carrera contra el rellotge: ajudat al llarg del joc per Alyx Vance, Gordon Freeman ha de desactivar el nucli de la Ciutadella per retardar la seva explosió, i després anar-se ràpidament de Ciutat 17.
Gordon aconsegueix arribar al nucli de la Ciutadella, impedint així que els soldats Combines enviïn una transmissió a l'aliança. Alyx aconsegueix copiar aquesta transmissió, al mateix temps que descobreix que Judith a escapat d'un atac en una «base àrtica» on buscava l'emplaçament d'un «Projecte». Alyx i Gordon fugen per un tren, que, aquest, descarrila, i Gordon s'ha d'obrir camí, amb Alyx, en una Ciutat 17 infestada de formigues-lleons, de zombis i de soldats de l'aliança.
Finalment, Barney Calhoun s'uneix a Alyx i a Gordon a prop d'una estació, on protegeixen ciutadans cap a vagons de transport. Finalment, Gordon junt amb Alyx, fugen en un tren a part. És llavors que la Ciutadella entra en la seva fase d'autodestrucció, i comença la transmissió, tot expulsant càpsules contenint Advisors. El joc s'acaba quan, l'Alyx es posa a cridar a Gordon Freeman.

## Argument
- Episodi Numero 1:  No Hi Ha Necessitat de Preocupació :

entre que el reactor de la portada de la Ciutadella explota, els Vorts salven Alyx, i recuperen a Gordon Freeman de les mans del G-Man, i es troben al peu de la Ciutadella. Aprenen que, en resposta a la destrucció del reactor, el nucli que alimenta la Ciutadella és inestable, i pot explotar en qualsevol moment. Només una intervenció directa els podria permetre retardar la reacció i fugir de Ciutat 17 a temps!…
- Episodi Numero 2:  Intervenció Directa :

Una vegada ha arribat al nivell del nucli, Alyx obre un passatge per permetre a Gordon entrar-hi, ja que només està protegit de les radiacions emeses. Després d'una operació minuciosa, puntuada per l'arribada contínua de soldats, aconsegueix inhibir el reactor, mentre que Alyx rep una important transmissió efectuada pel doctor Mossman. De casualitat, són acorralats i han de fugir utilitzant un Rem de transport.
- Episodi Numero 3:  Les fondalades :

Encara que tot no passa com estava previst. Gordon i Alyx fracassen en els túnels abandonats, infestats de zombis caníbals i de Formigues-Lleons. Hauran de treballar junts per poder esperar sortir indemne d'aquest infern.
- Episodi Numero 4:  Fugida urbana :

Una vegada tornen a la superfície, Alyx i Gordon contemplen el caos que regna en Ciutat 17, on només alguns resistents continuen el combat. S'han de reunir amb els resistents que es reagrupen en l'altra extremitat de la ciutat, enfrontant la combinació de soldats de l'aliança, aliens i Formigues-lleons. Quan succeeixen en el punt de concentració i troben a Barney, es queden a l'estació on es preparen per a evacuar. Passen per un hospital, que porta directament a l'estació.
- Episodi Numero 5:  Sortida 17 :

Alyx, Gordon i Barney es barallen per assegurar la protecció dels ciutadans que uneixen els trens per evacuar. Arriben finalment a portar els ciutadans a bon port, Barney acompanya els ciutadans sobre el tren que procedeix a l'evacuació. Però Gordon i Alyx n'han d'utilitzar un altre i és allà que tot es complica, ja que un Strider particularment pesant, no els deixar accedir. Després d'un combat extrem, aconsegueixen la victorià.
- Episodi Numero 6:  crèdits :

Gordon i Alyx fugen a bord del tren que els porta fora de Ciutat 17, en el moment en què la Ciutadella explota! L'explosió sembla agafar-los…

## Banda Sonora
| - 1. Disrupted Original (1:18) - 2. Combine Advisory (1:54) - 3. Guard Down (1:39) - 4. Darkness at Noon (0:56) - 5. Self Destruction (2:00) - 6. Eine Kleiner Elevatormuzik (1:18) - 7. What Kind of Hospital Is This? (3:04) - 8. Infraradiant (4:37) - 9. Decay Mode (3:06) - 10. Penultimatum (2:49) |